# توماس لنه
توماس لنه (انگلیسی: Thomas Lange؛ زادهٔ ۲۷ فوریهٔ ۱۹۶۴) قایقران روئینگ اهل آلمان بود.
از فیلم‌ها یا برنامه‌های تلویزیونی که وی در آن نقش داشته‌است می‌توان به استالینگراد اشاره کرد.